# فيولد باي رامن
فيولد باي رامن ذ.ذ.م (بالإنجليزية: Fueled by Ramen LLC)‏ هي شركة تسجيلات تملكها وارنر ميوزك غروب وتوزعها إليكترا ريكوردز. أسست الشركة في غينزفيل، فلوريدا ويقع مركزها حاليا في مدينة نيويورك.

## جوائز وشهادات
حصلت عشر ألبومات أصدرتها فيولد باي رامن على شهادة بلاتينية من طرف رابطة صناعة التسجيلات الأمريكية لمبيعات تبلغ أو تفوق مليون نسخة: Some Nights لفرقة فان، Riot! و Brand New Eyes و Paramore لفرقة بارامور، حمى لا تستطيع أن تتجاوزها، غريب. جدا.، غريب جدا ليعيش، نادر جدا ليموت!، و موت أعزب لفرقة بانيك! آت ذا ديسكو، و Vessel و Blurryface لفرقة توينتي ون بيلوتس.
حصل Blurryface الذي هو أكثر ألبومات الشركة مبيعا على أربع شهادات بلاتينية لمبيعات تبلغ على الأقل أربعة ملايين نسخة، حصل Some Nights و حمى لا تستطيع أن تتجاوزها على ثلاث شهادات بلاتينية لمبيعات تبلغ على الأقل ثلاث ملايين نسخة، وحصل كل منRiot! و Death of a Bachelor و Vessel على شهادتين بلاتينيتين لمبيعات تبلغ على الأقل مليوني نسخة.

## فنانون وقعوا مع فيولد باي رامن
تم تجميع هذه القائمة بناء على معلومات في الموقع الإلكتروني لشركة فيولد باي رامن، والديسكوغرافيا الخاصة بها.

### فنانون نشطون
- A Day to Remember
- أغينست ذا كرنت
- All Time Low
- Basement
- E^ST
- Flor
- grandson
- Lights[12]
- MisterWives
- نايت رويس
- Nothing,Nowhere
- One Ok Rock
- بانيك! آت ذا ديسكو
- بارامور
- SWMRS
- The Front Bottoms
- توينتي ون بيلوتس
- WhoHurtYou
- Yonaka

### خريجون
- ثري أوه ثري
- The A.K.A.s
- Ann Beretta
- Autopilot Off
- August Premier
- Bigwig
- The Cab
- Chef'Special
- Cute Is What We Aim For
- Dashboard Confessional
- فول آوت بوي
- Foundation
- Ghost Town
- The Hush Sound
- The Impossibles
- جيمي إيت وورلد
- Less Than Jake
- Lifetime
- فانتوم بلانيت
- The Pietasters
- Punchline
- Rome
- Slick Shoes
- Sublime with Rome
- Travie McCoy
- Young the Giant

### فنان غير نشطين
- the20goto10
- The Academy Is...
- Animal Chin
- Apocalypse Hoboken
- Blueline Medic
- Boxcar
- Cadillac Blindside
- Cobra Starship[13]
- The Causey Way
- Days Away
- Discount
- Forgive Durden
- The Friday Night Boys
- Frodus
- فان.
- Fun Size
- Gym Class Heroes
- The Hippos
- Home Grown
- The Impossibles
- Jersey
- Kane Hodder
- Kissing Chaos
- Limp
- Mid Carson July
- October Fall
- Oh Honey
- Pollen
- Powerspace
- This Providence
- Rhythm Collision
- A Rocket to the Moon
- Roy
- Recover
- Shower With Goats
- Slowreader
- The Stereo
- Supaflies
- Supermarket All Stars
- Swank
- The Swellers
- Teen Idols
- VersaEmerge
- Vinyl Theatre
- Whippersnapper
- Yellowcard
- The Æffect